# 忠诚誓词 (新西兰)
紐西蘭的忠诚誓词（英語：Oath of Allegiance）由《1957年宣誓及聲明法令》（Oaths and Declarations Act 1957）界定。所有宗教式宣誓（oath）皆可以毛利語或英語作出；亦可作出非宗教式宣誓（affirmation），與宗教式宣誓具有相同法律效力。

## 宗教式誓言
目前的宗教式誓言是：
誓言的中文譯文如下：
毛利語誓言如下：
紐西蘭的公民誓言中添加了「並將遵守紐西蘭法律及履行作為紐西蘭公民之責任」（and I will obey the laws of New Zealand and fulfil my duties as a New Zealand citizen）。

## 非宗教式誓詞
誓詞以「本人，［姓名］，謹以至誠，據實聲明及確認」（I, [name], solemnly, sincerely, and truly declare and affirm）開始，繼而讀出法律訂明的誓言字句，但須略去任何詛咒或祈求上天見證的字句。

## 司法誓言
誓言的中文譯文如下：

## 外部連結
- 1957年宣誓及聲明法令 （页面存档备份，存于）
- 誓言現代化法案 （页面存档备份，存于）